# Зиремзи
Зиремзи (устар. Зиримзи) — река в Башкирии, протекает в Татышлинском районе. Устье реки находится в 14 км по левому берегу реки Арей. Длина реки составляет 17 км.

## Данные водного реестра
По данным государственного водного реестра России относится к Камскому бассейновому округу, водохозяйственный участок реки — Буй от истока до Кармановского гидроузла, речной подбассейн реки — бассейны притоков Камы до впадения Белой. Речной бассейн реки — Кама.
Код объекта в государственном водном реестре — 10010101112111100016083.